# Ла-Риоха (город)
Ла-Рио́ха (исп. La Rioja) — столица аргентинской провинции Ла-Риоха, расположен на востоке провинции, население — около 290 000 человек.
Ла-Риоха лежит у подножия хребта Сьерра-де-Веласко, в 1167 км от Буэнос-Айреса и 430 км от Кордовы. Это одна из самых засушливых и наименее населенных провинций Аргентины.
Городской Аэропорт «Капитан Висенте Альмандос Альмонасид» (исп. Aeropuerto Capitán Vicente Almandos Amonacide)) находится в 7 километрах от Ла-Риохи и выполняет регулярные полёты в Буэнос-Айрес и Катамарку.
Климат сухой, полупустынный со средними температурами от + 5 °C до +20 °C зимой и +21 °С — +35 °С летом, но с максимальными более 40 °C.
Город, названный в честь провинции Ла-Риоха в Испании — Тодос-Лос-Сантос-де-ла-Нуэва-Риоха, основал 20 мая 1591 года Хуан Рамирес де Веласко, бывший тогда губернатором Тукумана.

## Экономика
Экономика всей провинции исторически связана со скотоводством и сельским хозяйством, а также производством вин. Но с начала 1970-х годов началась индустриализация и сегодня Ла-Риоха — важный центр фармакологической промышленности Аргентины.
Многие в Ла-Риохе находят работу в строительстве, также, экономика подпитывается туризмом и гостиничным бизнесом, связанным с обслуживанием приезжающих в Чилесито и в национальный парк Талампая. Кроме того, многие заняты на сезонной работе по уборке урожая летом на оливковых плантациях, виноградниках и хлопковых полях, на заводах по переработке и распространению продукции. В Ла-Риохе также находится Национальный университет Ла-Риоха, основанный в 1970 году.